# إميلي غروف
إميلي غروف (بالإنجليزية: Emily Grove)‏ هي منافسة ألعاب القوى أمريكية، ولدت في 22 مايو 1993 في بونتياك في الولايات المتحدة.

## وصلات خارجية
- إميلي غروف على موقع الاتحاد الدولي لألعاب القوى (الإنجليزية)
- إميلي غروف على موقع الاتحاد الأمريكي لسباقات المضمار والميدان (الإنجليزية)